# Château de Gien
Le château de Gien est un château situé dans la commune française de Gien dans le département du Loiret en région Centre-Val de Loire. Le château actuel a été construit à partir de 1482, pendant la Première Renaissance française, pour Anne de France et Pierre II de Beaujeu, sur la base d'une forteresse médiévale. Regroupé sous l’appellation touristique châteaux de la Loire, il abrite depuis 1952 un musée de la chasse.

## Localisation
Le château de Gien, se situe au sud-est du département du Loiret (région Centre-Val de Loire) et plus précisément dans la région naturelle du Giennois. L'édifice surplombe le centre-ville de Gien, sur la rive nord de la Loire. Sur le promontoire, se trouve également l'église Sainte-Jeanne-d'Arc.
Il constitue l'une des étapes de la route touristique Jacques-Cœur et est situé à proximité de l'itinéraire cyclotouriste de La Loire à vélo et du sentier de grande randonnée GR 3.

## Historique

### Moyen Âge
La paroisse et seigneurie de Gien est mentionnée dans un document à la fin du VIe siècle. Le giennois, occupe une position stratégique, en marge du duché de Bourgogne (celui-ci est indépendant du royaume de France avant d'être rattaché à la couronne sous le règne de Louis XI). Vers le Xe siècle, la seigneurie de Gien appartient au comté de Nevers et d'Auxerre et de vassaux dépendants de ces derniers : les barons de Donzy, une famille bourguignonne. Le royaume de France va tenter à plusieurs reprises de s’immiscer dans la gestion du giennois. En 1199, le roi Philippe Auguste se fait céder la châtellenie de Gien : castellum gieni. Des fouilles archéologiques (2011-2014) ont permis de mettre au jour les fondations d'une tour seigneuriale, construite vraisemblablement entre le IXe et le XIe siècle.
En 1307, Philippe IV le Bel donne en apanage le comté de Gien à son frère Louis d'Évreux. La mère de ce dernier fait quelques réparations sur le château vers 1375-1378. En 1381, Louis d’Évreux donne Gien et Aubigny-sur-Nère à son cousin Jean de Berry. Le duché de Bourgogne parvient à récupérer le giennois entre la fin du XIVe et le début du XVe siècle avant d'être repris par la couronne en 1416, après la mort de Jean de Berry.
En 1429, Jeanne d'Arc serait passée à Gien, à plusieurs reprises.
En 1444, Charles VII donne Gien au comte du Maine, Charles d'Anjou. À la mort de Charles V d'Anjou en décembre 1481, le comté de Gien revient à la couronne et Louis XI l'offre à sa fille aînée Anne de France durant ce même mois de décembre.
Les biens d'Anne de France et de Pierre II de Beaujeu, auraient dû revenir à leur fille Suzanne et à son époux Charles III de Bourbon. Cependant, François Ier a fait confisquer les possessions des Bourbons et il offre Gien à sa mère Louise de Savoie.

### Époque moderne
Le 1er janvier 1537, le roi Jacques V d’Écosse épouse Madeleine de France, la fille de François Ier. Le roi d’Écosse obtient, grâce à la dot du mariage, le comté de Gien. À la mort de Jacques V, en 1542, le comté de Gien retourne à la couronne.
En 1560, Gien est donné à Catherine de Médicis. Pendant les guerres de Religion, le château aurait été assiégé. À la suite de ces évènements, un cavalier est construit sur l'esplanade du château. En 1589, après la mort de Catherine de Médicis, le château revient une nouvelle fois à la couronne.
Les rois Henri II (1548), Charles IX (c.1563) et Henri III (1587) auraient séjourné au château.
Au XVIIe siècle, le château revient au chancelier Pierre Séguier. En mars 1652, Louis XIV, sa mère et Mazarin seraient venus se réfugier à Gien, pendant la Fronde. Bien que Pierre Séguier soit partisan de la Fronde, le gouverneur de la ville, aurait ouvert les portes au roi et à son entourage. Pierre Séguier a entrepris des réparations dans le château : les prisons (1614 à 1619) et la couverture (1632 et 1663). Il s'agit de remplacements de pièces de bois. Le château est signalé en danger de ruines, tout comme la chapelle, vers 1632. D'autres réparations sont faites en 1668 et au XVIIIe siècle, le château aurait servi d'écuries.

### Époque contemporaine

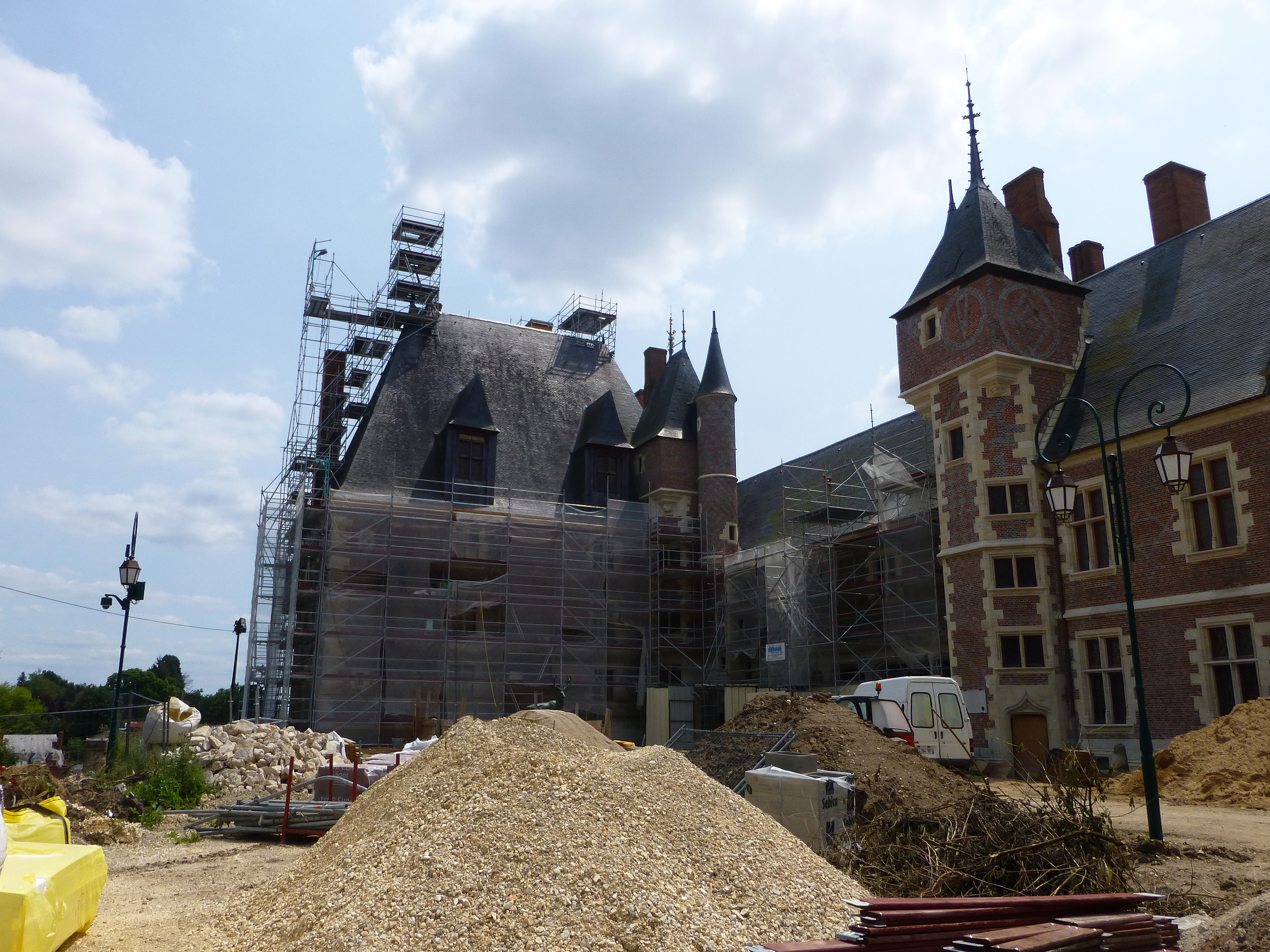
Le château en réfection en 2013.

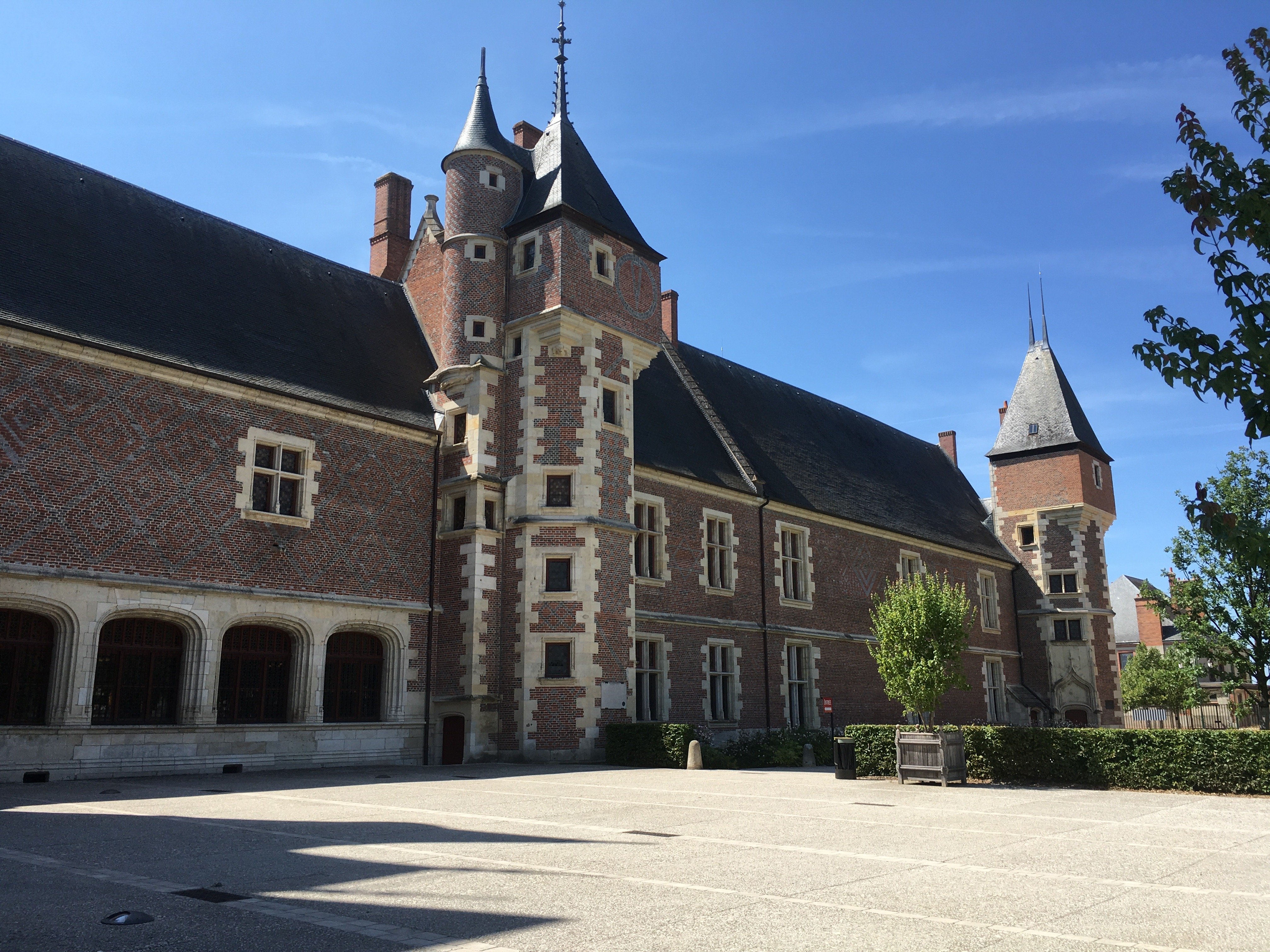
La cour intérieure du château.

En 1823, le château de Gien est acheté pour le compte du département du Loiret à la famille Feydeau de Brou. Le monument abrite alors la sous-préfecture, le tribunal et la prison. De nombreux travaux sont faits pour accueillir l'administration (fenêtres percées, barreaux aux fenêtres, meneaux supprimés, espaces cloisonnés, etc.). Certaines portes de prison sont encore en place dans le château. La prison est installée dans le logis ouest, elle est supprimée en 1926. Le tribunal est également installé dans la partie ouest du château (supprimé vers 1960) et la sous-préfecture occupe une partie de la galerie et le logis est.
En 1926, après la suppression de la sous-préfecture et de la prison, un premier musée va s'installer dans le château. Il va cohabiter plusieurs années avec le tribunal. Ce premier musée : dans les appartements de la sous-préfecture ayant été accepté par le Département, quatre salles du château furent restituées dans le style du XVIe siècle. Ce musée fut inauguré par Jean Zay en 1935.
Le château est classé monument historique en étant placé sur la liste des monuments historiques protégés en 1840. L'édifice est restauré en 1869.
Le château fut en partie touché par les bombardements de juin 1940 : la toiture du logis Est s'incendia mais « le château évita une ruine totale grâce à une pluie bienfaisante ». L'angle nord du logis Est s'effondra.
Une campagne de restauration intérieure et extérieure débute en novembre 2012, fermant le site au public. Des fouilles archéologiques sont réalisées aux abords du château durant l'été 2013. Le château est en travaux pendant quatre ans et rouvre le 22 avril 2017. Leurs coûts sont ré-estimés à neuf millions d'euros.

## Description
Le château de Gien a été construit pendant la Première Renaissance française : une époque de transition artistique entre l'époque médiévale et la Renaissance. Il fait partie de l’appellation touristique châteaux de la Loire.

## Musée
En 1952, Pierre-Louis Duchartre, inspecteur principal pour les Musées de France, décide de créer dans le château de Gien, un musée de la chasse. Après plus de quatre années de fermeture, le musée, nouvellement intitulé : château-musée de Gien, « Chasse histoire et nature en Val-de-Loire », a rouvert ses portes au public le 22 avril 2017.

### Fréquentation
Le château a accueilli 17 317 visiteurs en 2011 ce qui en fait le 11e site le plus visité du département.
Données relatives aux fréquentations dans les châteaux
|                 | 2007   | 2008    | 2009    | 2010    | 2011    | 2012    | 2013-avril 2017 |
| --------------- | ------ | ------- | ------- | ------- | ------- | ------- | --------------- |
| Château de Gien | 24 059 | 19 876  | 18 418  | 18 884  | 17 317  | 8 692   | fermé           |
| Loiret          | ?      | 221 000 | 219 100 | 236 150 | 235 300 | 247 640 | fermé           |